# Johann von Hattorf (Politiker)
Johann Hattorf; geadelt als Johann von Hattorf; geboren 1637; gestorben 6. August 1715 mutmaßlich im Palast von Hampton Court) war ein Herzoglich Braunschweig-Lüneburgischer Legationssekretär, Geheimer Kammersekretär, Konsistorialrat, Geheimer Kriegs- und Kammersekretär sowie in den Reichsadelsstand erhobener Kurhannoverscher Geheimer Kriegsrat. Sein Briefwechsel mit dem Universalgelehrten Gottfried Wilhelm Leibniz wurde Teil des Weltdokumentenerbes der UNESCO.

## Leben
Der während des Dreißigjährigen Krieges geborene Johann Hattorf war Mitglied des Geschlechtes von Hattorf und wirkte nach dem Westfälischen Friedensschluss zunächst 1663 als Herzoglich Braunschweig-Lüneburgischer Legationssekretär auf dem Immerwährenden Reichstag in Regensburg.
Ab dem 16. April 1678 wirkte Hattorf am Hofstaat in Hannover als Geheimer Kammersekretär alten Stils. 1681 wurde er Konsistorialrat am Konsistorium zu Hannover. Im selben Jahr verfasste Leibniz zwei heute in der Gottfried Wilhelm Leibniz Bibliothek – Niedersächsische Landesbibliothek erhaltene Briefe. Von Hattorf hat sich ein Brief an Leibniz vom 11. Dezember 1684 erhalten.
Am 4. Januar 1688 wurde Hattorf in Hannover zum Geheimen Kriegs- und Kammersekretär ernannt. Nachdem er am 12. Juli 1703 in den Reichsadelsstand erhoben worden war, folgte einige Jahre später am 30. Juni 1706 seine diesbezügliche braunschweig-lüneburgische Anerkennung. Schon zuvor war Hattorf durch die Landesherrschaft im Jahr 1704 zum Braunschweig-Lüneburgischer Geheimen Kriegsrat ernannt worden.
Im Laufe seines Lebens war von Hattorf in Militär- und Kriegsangelegenheiten unter anderem in den ungarischen Türkenkrieg von 1689 bis 1691 involviert sowie in die Kriegsoperationen des Kurfürsten Max Emanuel von Bayern. In seinem Nachlass (siehe Archivalien) hat sich unter anderem seine Korrespondenz mit dem Abt des Klosters Loccum Gerhard Wolter Molanus aus den Jahren 1681 bis 1705 erhalten.

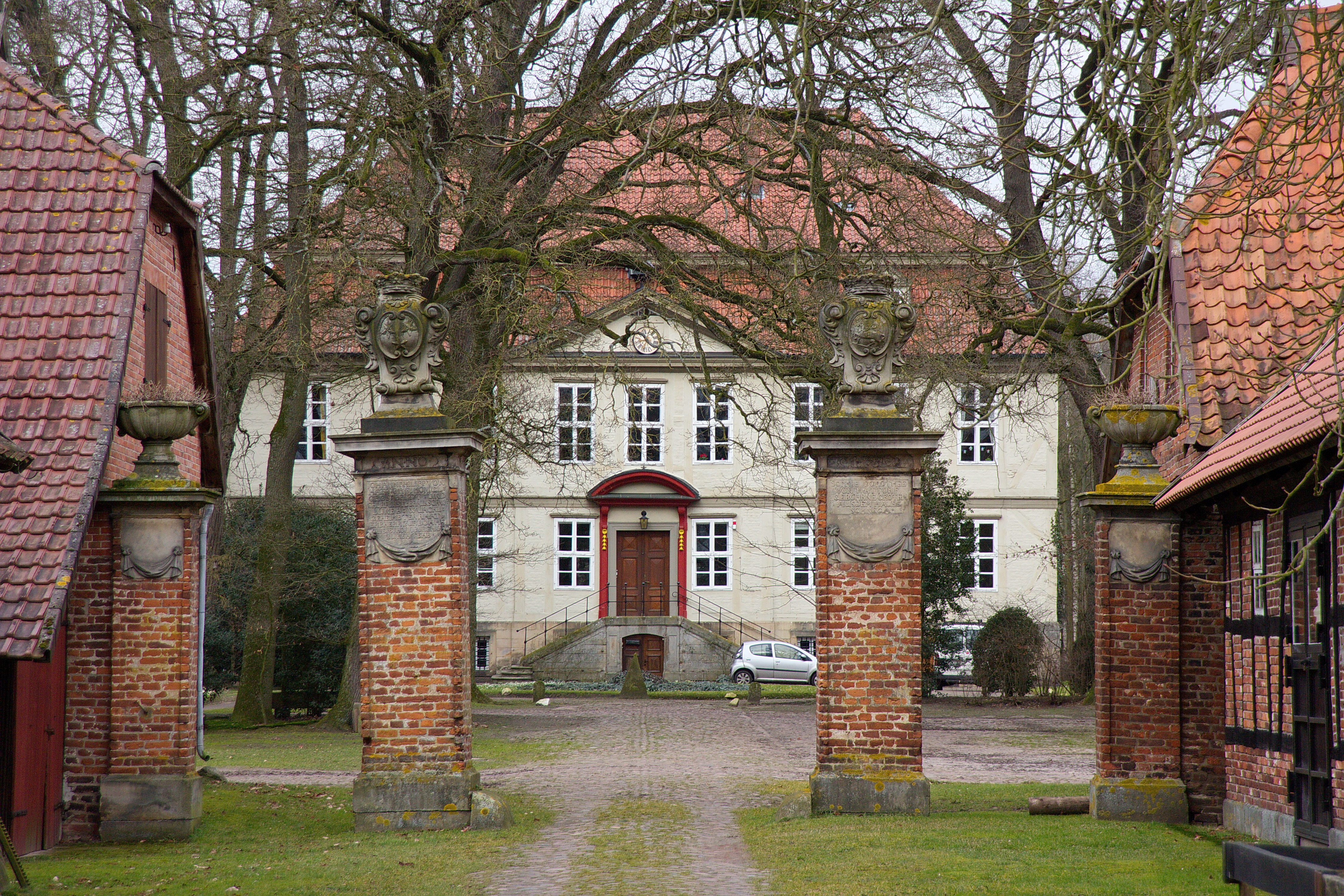
Einfahrt zum Gut Böhme vor dem Herrenhaus im Landkreis Heidekreis mit den Wappen von Hattorfs Sohn Johann Philipp von Hattorf und dessen Ehefrau Sophie Dorothea, geborene Grote

Johann von Hattorf war Erbherr auf den Gütern zu Apelern, Hethorn, Böhme, Rethem, Moor, Solmsthal und Eilsdorf. Einer seiner Titel lautete Wirklicher Geheimer Rat. Nachdem von Hattorf hochbetagt am 6. August 1715 mutmaßlich „zu Hampton Court“ verstorben war, wurde er auf seinem Lehen Gut Böhme beigesetzt.

## Familie
Eines der Kinder von von Hattorf war der Sohn Johann Philipp von Hattorf (geboren 6. Mai 1682 in Hannover; gestorben 3. September 1737 in London).

## Archivalien
Archivalien von und über Johann von Hattorf finden sich beispielsweise
- als 0,65 laufende Meter umfassender Nachlass über ein Findbuch mit der Inhaltsangabe Militär- und Kriegsangelegenheiten, ungarischer Türkenkrieg 1689–1691, Korrespondenz mit Abt Molanus von Loccum 1681–1705, Kriegsoperationen des Kurfürsten Max Emanuel von Bayern, seine Beziehungen zu Frankreich 1701/02, Allianz zwischen Holland und England 1702, Burgdorfer Konferenz und die Kriegsaffären am Rhein im Niedersächsischen Landesarchiv (Standort Hannover)[4]